# سلطین عسگراوا
سلطین عسگروف (ترکی آذربایجانی: Salatın Əziz qızı Əsgərova; ۱۶ دسامبر ۱۹۶۱ – ۹ ژانویهٔ ۱۹۹۱) روزنامه‌نگار اهل اتحاد جماهیر شوروی سوسیالیستی بود.
او یکی از قهرمانان ملی کشور آذربایجان است. او از جمله روزنامه‌نگارانی بود که در جنگ قره‌باغ کشته شد.

## زندگی‌نامه
سلطین عسگراوا فرزند عزیز ۱۶ دسامبر سال ۱۹۶۱ در شهر باکوی جمهوری آذربایجان شوروی چشم به جهان گشود. به دنبال پشت سر گذاشتن مدرسه، وارد آکادمی دولتی نفت آذربایجان شد؛ ولی به علت علاقه شدیدش به ادبیات به رشته خبرنگاری روی آورد. وی کارنامه خبرنکاری خود را در روزنامه «باکو» آغاز نموده و بعدها به عنوان خبرنگار ویژه در نشریه «جوانان آذربایجان» فعالیت داشت. تا شروع جنگ قره‌باغ، سلطین به نوشتن مقالات در موضوعات معاصر جامعه می‌پرداخته‌است.
با این حال، پس از آغاز درگیری‌ها در قره‌باغ، سلطین زود زود راهی خط مقدم جبهه می‌شد و گزارشهایی از نقاط داغ جنگ فراهم می‌آورد. خانواده و همکارانش سعی داشتند او را متقاعد کنند تا دست از پوشش خبر از جبهه که جانش را به مخاطره می‌انداخت، بکشد. در چنین مواردی او معمولاً می‌گفت: "اگر کسی نرود، پس این کار را که باید انجام دهد؟"
در ۹ ژانویه ۱۹۹۱، این روزنامه‌نگار ۲۹ ساله در راه عزیمت به شوشی بود تا گزارش مفصلی برای روزنامه متبوعش تهیه کند. در ۶-امین کیلومتری بزرگ‌راه لاچین به شوشی، در مجاورت روستای «بویوک قلعه‌دره‌سی»، خودروی آن‌ها مورد اصابت تک‌تیراندازان و مسلسلهای نیروهای ارمنستان قرار گرفت، که از فاصله خیلی نزدیکی شلیک می‌کردند.
بررسی‌ها نشان داد، که از تمامی گلولههای شلیک شده ۱۱۳ تا به خودرو برخورد کرده‌بود. در نتیجه این حمله، سلطین عسگراوا در محل حادثه کشته شد. سه افسر ارتش شوروی سابق از جمله سرهنگ دوم «او. لاریونوف»، سرگرد «ای. ایوانوف» و گروهبان «ای. گویک» که همراه او بودند، نیز کشته شدند. عاملان این حمله که نظامیان ارتش ارمنستان به اسامی «Arno Mkrtchian", "Hrachik Petrossian", "A. Mongasagian» و «Garik Arustamian» بودند، شناسایی و دستگیر شدند. آنها بعداً آزاد و به مقامات قضایی کشور ارمنستان تحویل داده شدند.
سلطین عسگراوا در خیابان شهدای باکو تدفین شد.

## گرامیداشت
- یکی از خیابان‌های باکو و یک کشتی در دریای خزر نام او را به یدک می‌کشد.[۶]
- بنای یادبودی برای ادای احترام به روح سلطین عسگراوا در دانشگاه «تفکر» باکو نصب گردیده‌است.
- بعد از مرگش به سلطین عسگراوا نشان افتخاری قهرمان ملی جمهوری آذربایجان اعطاء گردید.